# Après l'amour (film, 1991)
Pour les articles homonymes, voir Après l'amour.
Pour plus de détails, voir Fiche technique et Distribution.
Après l'amour est un film français réalisé par Diane Kurys, sorti le 15 avril 1992.

## Synopsis
Marianne aime David qui aime Lola qui aime Tom qui aime Elizabeth. Ce film parle d'amour, de trahisons, de ruptures et de retrouvailles. C'est le portrait d'une génération qui, vingt ans plus tôt, a brisé les règles établies et rompu avec la morale pour tenter d'aimer autrement.

## Fiche technique
- Titre original : Après l'amour
- Réalisation : Diane Kurys
- Assistants réalisateur : Marc Angelo, Thierry Binisti, Emmanuel Hamon
- Scénario : Diane Kurys et Antoine Lacomblez
- Photographie : Fabio Conversi
- Son : Bernard Bats et Christian Fontaine
- Montage : Hervé Schneid
- Décors : Tony Egry
- Costumes : Mic Cheminal
- Musique : Yves Simon
- Production : Alexandre Films
- Producteurs : Jean-Bernard Fetoux et Robert Benmussa
- Pays :  France
- Genre : drame
- Durée : 104 min
- Format : Couleur – 35 mm – 1.85:1 – Dolby
- Dates de sortie :
  - France : 15 avril 1992
  - Canada : 13 septembre 1992 (Festival du film de Toronto)

## Distribution
- Isabelle Huppert : Lola
- Bernard Giraudeau : David
- Hippolyte Girardot : Tom
- Lio : Marianne
- Yvan Attal : Romain
- Ingrid Held : Anne, l'épouse de Romain
- Judith Reval : Rachel
- Laure Killing : Elisabeth
- Pierre Amzallag : Babysitter
- Mehdi Joossen : Simon
- Florian Billion : Olivier
- Eva Killing : Caroline
- Ana Girardot : Juliette
- Renée Amzallag : Rebecca
- Philippe Chany : Le manager
- Jean-Claude de Goros : Langwood
- Chrystelle Labaude : Christine